# La Celle-Saint-Avant
La Celle-Saint-Avant település Franciaországban, Indre-et-Loire megyében. Lakosainak száma 1059 fő (2022. január 1.). La Celle-Saint-Avant Draché, Descartes, Maillé, Marcé-sur-Esves, Nouâtre és Port-de-Piles községekkel határos.

## Népesség
A település népességének változása:
| Lakosok száma | 1019 | 1057 | 1097 | 1036 | 1048 | 1074 | 1080 | 1059 | 1050 | 1059 |
|               | 1968 | 1982 | 1990 | 2006 | 2013 | 2015 | 2017 | 2019 | 2020 | 2022 |